# Daïra d'Aïn Berda
La Daïra d'Aïn Berda est une circonscription administrative algérienne située dans la wilaya d'Annaba. Son chef-lieu est situé sur la commune éponyme d'Aïn Berda.

## Communes
La daïra est composée de trois communes : Aïn Berda, Cheurfa et Eulma